# Баяхметов, Дархан Аргынгазыевич
Баяхметов Дархан Аргынгазыевич (21 августа 1985) — казахский профессиональный борец классического (греко-римского) стиля, мастер спорта Республики Казахстан международного класса.

## Биография
Выступает за Восточно-Казахстанскую область, в состав которой в настоящее время входит Урджар. Личный тренер: Баяхметов Даурен Арынгазыевич.
Участник Олимпиады — 2008 в Пекине (5-е место).
Участник Олимпиады — 2012 в Лондоне. После Олимпиады 2012 года принял решение завершить спортивную карьеру. Работал финансовой полиции оперуполномоченным в звании старшего лейтенанта. После ликвидации финполиции в 2014 году вернулся в спорт.
Серебряный призёр Азиатских Игр (Гуанчжоу, 2010), чемпион Азии (2009), бронзовый призёр чемпионата Азии (2016).